# Papa Don't Preach
«Papa Don't Preach» es una canción interpretada por la cantante estadounidense Madonna, incluida en su tercer álbum de estudio True Blue (1986). Fue compuesta por Brian Elliot con letras adicionales de Madonna, quien también la produjo con Stephen Bray. Las compañías Sire y Warner Bros. Records la publicaron el 11 de junio de 1986 como el segundo sencillo del disco y posteriormente figuró como una remezcla en el recopilatorio The Immaculate Collection (1990) y en su versión original en Celebration (2009). La producción combina un estilo pop y clásico y la letra lidia con el embarazo adolescente y el aborto. 
El tema obtuvo un buen recibimiento comercial, pues llegó a lo más alto en las listas de Australia, Bélgica, Canadá, Irlanda, Italia, Noruega, Países Bajos y el Reino Unido. En su país natal, se convirtió en el cuarto sencillo número uno de Madonna en el Billboard Hot 100. Los críticos y periodistas elogiaron el tema y lo citaron como uno de los más destacados del álbum. El vídeo musical, dirigido por James Foley, mostró el segundo cambio de imagen de la artista, que lució un cuerpo tonificado y musculoso y el cabello rubio platino. Retrata una historia donde la cantante interpreta a una joven que le revela a su padre su embarazo. Las imágenes se yuxtaponen con escenas donde pasa una velada romántica con su novio y otras en las que baila y canta en un estudio pequeño y oscuro.
Poco después de su publicación, la canción provocó discusiones sobre el contenido de la letra. Varias organizaciones de mujeres y de materia de planificación familiar criticaron a Madonna por alentar el embarazo adolescente, mientras que grupos opuestos al aborto la vieron como un mensaje positivo de provida. La cantante interpretó «Papa Don't Preach» en cinco de sus giras musicales, la más reciente en Madame X Tour (2019-2020). Durante el Who's That Girl World Tour de 1987, causó su primer conflicto con la Santa Sede, ya que se la dedicó al papa Juan Pablo II, quien instó a los admiradores italianos a boicotear sus conciertos. Varios artistas realizaron una versión del sencillo, entre los que se destacan «Weird Al» Yankovic y Kelly Osbourne, quien la incluyó como pista adicional en su álbum debut Shut Up, de 2002.

## Antecedentes y composición

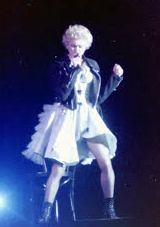
Madonna cantando «Papa Don't Preach» durante uno de los conciertos de la gira Who's That Girl World Tour (1987)

Durante el otoño boreal de 1985, Madonna comenzó a componer y grabar canciones para su tercer álbum de estudio, True Blue. Para ello, decidió trabajar nuevamente con Stephen Bray, quien había participado en la grabación de su anterior disco, Like a Virgin, y también contrató al productor Patrick Leonard para que la ayudara en la creación de las pistas. La primera de ellas, «Papa Don't Preach», fue escrita por Brian Elliot, que la describió como «una canción de amor, enmarcada tal vez un poco diferente». Aunque la cantante participó en la composición, su intervención se limitó a añadir algunas letras. Está basada en historias que Elliot solía escuchar tras la puerta de su estudio, que tenía una gran ventana frontal que las alumnas de la Escuela Secundaria North Hollywood en Los Ángeles utilizaban como espejo para arreglarse el cabello y charlar. Elliot, quien había grabado un álbum propio para Warner Bros. Records, estaba produciendo sesiones para una nueva artista llamada Cristina Dent; cuando puso sus temas para Michael Ostin, del departamento de A&R de Warner Bros. Records —el mismo ejecutivo que descubrió «Like a Virgin»— este le preguntó si podía tocar «Papa Don't Preach» para Madonna. Elliot había estado trabajando con Dent durante seis meses y se mostraba reacio ante la idea de que la canción pasara a otro artista, pero finalmente cedió. Durante una entrevista en 2009 con la revista Rolling Stone, la cantante recordó:

Iba perfectamente con mi actitud de aquella época de querer enfrentarme a las autoridades masculinas, ya sea el papa o la Iglesia Católica o mi padre y sus maneras conservadoras y patriarcales. [...] Para «Papa Don't Preach» había tantas opiniones, es por eso que pensé que era tan genial. ¿Está ella a favor o en contra del aborto?.

«Papa Don't Preach» pertenece al género dance pop y cuenta con guitarras acústicas, eléctricas y rítmicas, así como teclados y arreglos de cuerda. Se establece en un compás de 4/4 con un tempo moderado de 116 pulsaciones por minuto. Está compuesta en la tonalidad de fa menor; la combinación del tono y el tempo logra producir una disyunción entre ritmos pop y clásicos que resalta por la instrumentación que se emplea durante la introducción. La canción comienza con un marcado «estilo Vivaldiano», mientras que el tempo y la progresión armónica de estilo clásico anticipan la letra. Los primeros acordes y la melodía resaltan la tonalidad de las principales notas: fa menor-mi♭-re-do menor-re♭-fa menor-mi-re♭-mi-fa menor; esto hace que el tema se asemeje a una obra barroca. Continúa con el sonido dance, producido por un potente ritmo de los instrumentos. El registro vocal de Madonna abarca desde fa3 a do5 y suena mucho más maduro y centrado que sus trabajos anteriores.
La letra habla sobre una chica que le revela a su padre que está embarazada y que, a pesar de lo que le dicen sus amigos, se niega a abortar o a dar al niño en adopción. Está compuesta en forma de verso-estribillo, con un puente antes del tercer y último estribillo. Inicia con la narradora dirigiéndose a su padre directamente, pidiéndole que le hable como un adulto, con la frase you should know by now, I'm not a baby. Hacia el estribillo, la cantante emplea un tono de voz más dramático y un registro más alto que acaba casi en un grito con la palabra please. En el verso, usa un tono de súplica al cantar el hook principal, mientras que en el puente se puede apreciar un solo de guitarra clásica.

## Recepción crítica

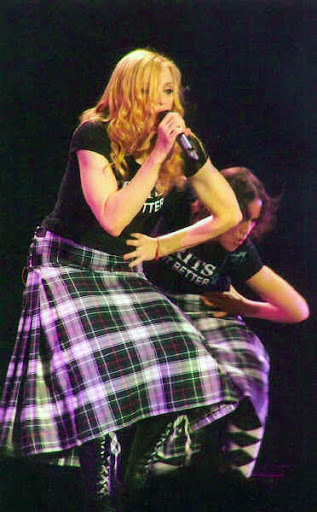
Madonna interpretando «Papa Don't Preach» durante uno de los conciertos de la gira Re-Invention World Tour (2004)

En términos generales, «Papa Don't Preach» obtuvo elogios de los críticos y periodistas musicales. En su reseña a True Blue, Davitt Sigerson, de la revista Rolling Stone, remarcó la falta de canciones sobresalientes, aunque aseguró que «solo la magnífica "Papa Don't Preach" tiene un hook del mismo calibre que "Like a Virgin", "Material Girl" y "Dress You Up"». Jon Pareles del New York Times dijo que «en "Papa Don't Preach", la narradora, soltera y embarazada, declara I'm going to keep my baby ["Voy a quedarme con mi bebé"] aunque con mucho a su favor: un novio leal, un padre que la quiere y el rechazo al aborto por descontado, haciendo que la canción sea menos controvertida que la película típica de la semana. Una vez más, Madonna se va al margen de lo permisible». Stephen Thomas Erlewine, de Allmusic, comentó que «[Madonna] utiliza la música para capturar a los críticos, del mismo modo que ha enganchado a las masas con obras maestras como "Papa Don't Preach"». Adam Sexton, autor de Buscando desesperadamente a Madonna: En busca del significado de la mujer más famosa del mundo, la destacó como la «más audaz» de True Blue y aseguró que se trataba de una canción «tensa y claustrofóbica» en la que «[Madonna] forza a sus wannabes a considerar los riesgos y responsabilidades que la sexualidad conlleva». Justin Chadwick, del portal Albumism, opinó que era «posiblemente el más inolvidable de los muchos momentos memorables» dentro de True Blue. Escribiendo para The Guardian, Caroline Sullivan expresó que era «el primer sencillo socialmente controvertido de Madonna y, además, una de sus mejores canciones. [...] Con 28 años en aquel entonces, no era su primer intento de una personalidad adolescente (véase "Dress You Up"), pero si el más entrañable».
David Browne, de Entertainment Weekly, opinó: «En teoría, una mujer de 30 años cantando en la voz de una adolescente embarazada, suena ridícula. [...] Sin embargo, con la ayuda de colaboradores como Stephen Bray y Patrick Leonard, logra convertirse en una canción pop perfectamente concebida». También de Entertainment Weekly, Chuck Arnold ubicó a «Papa Don't Preach» en la posición 21 de su lista de los mejores sencillos de la cantante y dijo que «encontró a Madonna abordando un problema social por primera vez... y con mucho estilo». Guillermo Alonso, de la edición española de la revista Vanity Fair, lo distinguió como el noveno mejor sencillo de su discografía y declaró que contaba con «los violines más irónicos de los ochenta» y que su temática lírica hizo que Madonna «dejase de pertenecer a la liga de Cyndi Lauper y entrase en la de Prince y Michael Jackson». Esta opinión fue compartida por Sal Cinquemani de Slant Magazine. En 2005, Chicago Tribune la ubicó en el número 486 de las «500 mejores canciones desde que naciste». En conmemoración por el 60.º cumpleaños de la artista, Joe Morgan, del sitio Gay Star News, la ubicó en el octavo puesto de sus 60 mejores canciones; al respecto, mencionó que se trataba de una canción «trascendente» que la convirtió en una «estrella internacional en todo su derecho. Sus cuerdas icónicas y la súplica en su voz se combinan para crear una obra maestra de pop».
Carlos del Amo, de la agencia de noticias española EFE, lo consideró uno de los mejores temas de Madonna. Según Nicole Hogsett, contribuidora y editora del sitio Yahoo!, «Papa Don't Preach» demostró que «[Madonna] podía abordar un tema serio sin perder su sonido característico». Figuró en el quinto lugar del ranking de los mejores sencillos de la artista, elaborado por Jude Rogers de The Guardian, quien lo llamó «glorioso» y resaltó la «determinación» en su voz y el arreglo de cuerdas que «le da una autoridad cinematográfica». Paul Schrodt, de Slant Magazine, sostuvo que «bien puede ser la única canción sobre no tener un aborto que también se siente rebelde, incluso peligrosa [...] [Madonna] rara vez ha sonado más apasionada». Los autores Alan Metz y Carol Benson, en The Madonna Companion: Two Decades of Commentary, comentaron que «canta en un tono apasionado y juvenil, que hace que las súplicas del tema sean inmediatas y creíbles». Robert Christgau expresó que la artista «ya no tiene la voz de la típica adolescente rígida» y que «el contenido antiaborto de "Papa Don't Preach" no es indiscutible, y, por definición, no haría mala a la canción si lo fuera, la ambigüedad es una salida fácil en lugar de ser una puerta abierta, lo cual es malo». En una revisión disco por disco de Madonna, los periodistas de EMOL Iñigo Diaz y David Ponce afirmaron que con temas como «Live to Tell», «Open Your Heart», «La isla bonita» y «Papa Don't Preach», todos ellos incluidos en True Blue, «empezaba una nueva generación de hits». Del portal Medium, Richard LeBeau lo llamó «la controversia de Madonna más grande de aquel entonces [...]  las letras son sofisticadas y su rendimiento vocal, con un registro más bajo, transmite perfectamente su poder».
Para Ed Masley de The Arizona Republic, se trató de una «canción dance ricamente orquestada», que además supuso «un gran crecimiento artístico» para la cantante. Samuel R. Murrian, de la revista Parade, dijo que «no solo aborda un tema complicado con la humanidad y la seriedad que merece, también cuenta con un increíble hook pop». Leo Tassoni destacó el «impresionante acompañamiento orquestal», y el escritor colombiano Manolo Bellon, autor de El ABC del Rock, declaró que «la letra no solo tiene madurez creativa sino intelectual; Madonna dejó de ser la chica material que quiere escandalizar con vídeos provocadores». En su libro Enciclopedia Gay, Ignacio D'Amore y Mariano López afirmaron que la canción también podía ser interpretado como la defensa de una relación amorosa. Sebas E. Alonso, de Jenesaispop, la incluyó en el décimo séptimo lugar de las 40 mejores de la cantante, y mencionó que «parece ser más bien "haré lo que me dé la gana" y contiene un emocionante "Papá, sé que voy a decepcionarte" inicial, que ha sido adoptado por muchos homosexuales para intentar salir del armario en casa». De manera similar, el diario español ABC la eligió como la cuarta de las más sobresalientes de Madonna y expresó que la temática antiaborto era «muy fuerte para el puritanismo americano de los ochenta». El periódico digital Hoy Bolivia la calificó como «una llamada a la rebeldía en clave pop». En 1987, obtuvo una nominación en la categoría de mejor interpretación vocal pop femenina en la 29.ª entrega de los premios Grammy, aunque perdió ante The Broadway Album de Barbra Streisand.

## Recepción comercial
El sello discográfico Sire Records publicó «Papa Don't Preach» como el segundo sencillo oficial del álbum True Blue el 11 de junio de 1986. El 28 de ese mes, debutó en el puesto número 42 en la lista Billboard Hot 100 y, luego de ocho semanas, alcanzó la primera posición, por lo que se convirtió en el cuarto número uno de Madonna en los Estados Unidos, luego de «Like a Virgin», «Crazy for You» y «Live to Tell». Permaneció en esta posición por dos semanas, mientras que en total sumó dieciocho, y fue el 29.º sencillo más exitoso del año. También llegó al cuarto lugar en Dance Club Songs y al 16 en la lista de adulto contemporáneo. El 11 de junio de 2024, la Recording Industry Association of America (RIAA) lo certificó con un disco de platino por haber vendido un millón de unidades en el país. En Canadá, la canción ingresó en el número 53 en la edición del 5 de julio de 1986 de la revista RPM, y alcanzó la primera posición el 9 de agosto; permaneció en esa lista un total de veinte semanas. En las listas de fin de año, alcanzó la decimotercera posición.
En el Reino Unido, tras su publicación el 16 de junio de 1986, entró en el decimotercer lugar del ranking oficial antes de llegar al primero dos semanas después. Se mantuvo allí por veintiún días y en el resto de la lista quince semanas. En agosto de 1986, recibió un disco de oro por parte de la Industria Fonográfica Británica (BPI, por sus siglas en inglés) luego de haber vendido 400 000 copias; para agosto de 2017, ya había superado las 651 000, según la Official Charts Company. En el resto de los mercados europeos, «Papa Don't Preach» encabezó las listas en Bélgica, Irlanda, Italia y Noruega y llegó a los cinco primeros en Francia, Austria, Alemania, Países Bajos, España y Suiza. Por su éxito comercial en Europa, la canción estuvo ocho semanas consecutivas en lo más alto del conteo European Hot 100 Singles, desde el 2 de agosto hasta el 20 de septiembre de 1986, y fue la más exitosa de ese año.

## Vídeo musical

### Antecedentes y sinopsis

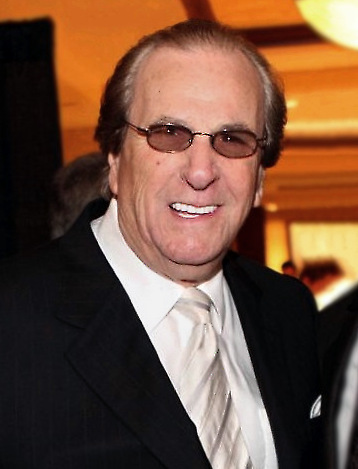
Madonna personalmente escogió al actor Danny Aiello (fotografía) para interpretar el papel de su padre en el videoclip

El vídeo musical fue dirigido por James Foley, quien ya había trabajado anteriormente con Madonna en «Live to Tell». La producción estuvo a cargo de David Naylor y Sharon Oreck y la fotografía de Michael Ballhaus. La grabación duró tres días y se llevó a cabo en Staten Island, Nueva York y Manhattan. Según Foley, la cantante quiso ambientar el vídeo en una zona obrera de los suburbios «porque en ese momento recién había hecho "Material Girl" y "Like a Virgin", videos muy glamorosos. Esta vez quería hacer algo un poco más aterrizado y dramático». Para el papel de su padre, Madonna escogió al actor Danny Aiello, quien declaró que no tenía idea de quién era la cantante, y accedió a participar en el vídeo por insistencia de su hija. Alex McArthur fue contratado para interpretar a su pareja y padre de su hijo; ella lo había visto en la cinta Media hora más contigo y creyó que sería una buena elección para el papel de su novio mecánico. En una entrevista con People, McArthur comentó: «Estaba en el garaje arreglando mi Harley-Davidson. [...] Sonó el teléfono, contesté y una voz me dijo, "Hola, soy Madonna. Me gustaría que salieras en mi próximo vídeo"». Madonna adoptó un nuevo estilo: se quitó las joyas pesadas y el maquillaje y tomó el aspecto de chico que caracterizaba el estilo de Shirley MacLaine y Audrey Hepburn durante los años 1950; usó pantalones vaqueros, una chaqueta de cuero negro y una camiseta con el epígrafe Italians Do It Better —«Los italianos lo hacen mejor»—. El vídeo alterna entre tomas de la cantante con ese atuendo y otras donde luce un cuerpo tonificado y musculoso, el cabello rubio platino corto y ropa ajustada, que consistió en un top de estilo de los años 1960 y pantalones capri. En una entrevista de 2015 concedida a Rolling Stone, Foley recordó:

Basamos el guion literalmente en la letra de la canción, y recuerdo haber tenido mis dudas, porque la mayoría de los vídeos no son interpretaciones literales. Pero pensé que era algo que encajaba con su deseo de sumergirse en el mundo de la clase trabajadora. Tuve la idea de que debía incluir un segmento donde ella apareciera como Madonna –no como la protagonista de la historia– y es ahí cuando se corta a las tomas donde baila durante el estribillo.

El video inicia con imágenes de la ciudad de Nueva York, el ferry de Staten Island y tomas en primer plano de los personajes. Las escenas muestran a Madonna, que interpreta a una adolescente italo estadounidense, caminando por la calle mientras piensa en su padre y en lo mucho que la quiere, y luego ve a su novio (McArthur). Estas escenas se yuxtaponen con tomas de la artista bailando y cantando en un pequeño estudio a oscuras. Posteriormente, ella se aleja de sus amigas, que le advierten sobre su novio, y ambos pasan una noche romántica juntos en una barcaza, reflexionando sobre sus vidas después de ver a una pareja de ancianos. A continuación, descubre que está embarazada y después de pensárselo mucho, se lo confiesa a su padre. Tras un par de horas de tensión entre ambos, él finalmente acepta el embarazo y la escena final es un abrazo de reconciliación entre padre e hija.

### Recepción y análisis
El personal de la revista Rolling Stone opinó que marcó el punto en que «[Madonna] comenzó a tratar sus vídeos musicales más como cortometrajes que como clips promocionales». Además, mencionó que la apariencia masculina y «poco glamorosa» de la artista iba de acuerdo con la temática seria. De Parade, Samuel R. Murrian lo incluyó en el decimoquinto puesto de los veinte mejores vídeos de la artista y lo calificó como «el primer cambio de imagen de pies a cabeza de la reina de la reinvención». De manera similar, en su libro The History of Music Videos, Hal Marcovitz sostuvo que marcó «un cambio radical con respecto a lo que los fanáticos estaban acostumbrados a ver en las actuaciones de Madonna en la pantalla. En la mayoría de sus vídeos promocionaba su atractivo sexual, por lo general pavoneándose a través de danzas perfectamente coreografiadas con tacones de aguja y poca ropa». Georges-Claude Guilbert, autor de Madonna as Postmodern Myth, describió su nueva imagen como «una combinación de Marilyn Monroe, Jean Seberg y Kim Novak».
Rocco Papa, de The Odyssey, lo consideró su cuarto mejor videoclip y Rolling Stone el séptimo. En 2013, Louis Virtel de NewNowNext lo colocó en la decimosexta posición de sus 55 mejores vídeos. De los 25 más destacados de la cantante, «Papa Don't Preach » quedó en la cuarta posición de la lista creada por el sitio Idolator; Mike Nied elogió a la cantante por «mostrar un lado más serio de su arte» y destacó la relación con su padre. Por último, en junio de 2019, Sal Cinquemani de Billboard lo nombró uno de los nueve más controvertidos de la artista. Sumado a lo anterior, algunos medios de comunicación citaron el atuendo negro con la camiseta de Italians Do It Better como uno de los más icónicos de Madonna, tales como Billboard, E! y HuffPost. En 2018, la revista People lo nombró uno de los looks más «inolvidables» de la cantante. En los MTV Video Music Awards de 1987, ganó el premio a mejor vídeo femenino y fue nominado en las categorías de mejor cinematografía y mejor actuación general en un vídeo.
En una reseña más negativa, la periodista Ellen Goodman dijo que se trataba de un «comercial para el embarazo adolescente» y lo criticó por «glamorizar» dicho tema: «El novio es musculoso, atractivo, con consciencia y moral inclaudicable, mientras que su padre es cariñoso, comprensivo y solidario [...] muy pocas adolescentes embarazadas van a encontrar un apoyo similar por parte de sus parejas o familias. Esta imagen de felicidad eterna tiene tanto que ver con la realidad de la maternidad adolescente como la (tonificada) figura de Madonna tiene que ver con el embarazo». De manera similar, la cantante Cyndi Lauper explicó que «si eres una adolescente embarazada: número uno, no vas a lucir como Madonna. Número dos, no va a ser fácil; los padres no siempre te darán sus bendiciones. El chico que te dejó embarazada no siempre permanecerá en tu vida». Sin embargo, elogió a la cantante por dejar claro que «[las mujeres] siempre tienen una opción». Guilbert recordó que le costó trabajo creer que «[Madonna] no supiese que iba a causar controversia... Con tal vídeo y tal canción, le estaba arrojando a la cara de los Estados Unidos la imagen de un país devastado por el debate sobre el aborto, que sigue estando muy lejos de resolverse». Finalizó: «El papá a quien [Madonna] le dice que no la sermonee no solo es su padre, es el papa, es Dios, es cualquier figura de autoridad masculina que existe en la sociedad. [...] Reafirma su propia decisión como una mujer autónoma que tiene el derecho de hacer lo que desee con su cuerpo sin importar su edad o lo que puedan pensar las figuras masculinas». Para Susanne Hamscha, autora de The Fiction of America: Performance and the Cultural Imaginary in Literature and Film, «oscila entre lo conservador y lo liberal. [...] Toca explícitamente el debate del aborto en los términos de lo público y lo privado». Asimismo, la autora destacó la «glorificación del consentimiento paternal» de parte del personaje de Madonna. El vídeo se incluyó en los recopilatorios The Immaculate Collection (1990) y Celebration: The Video Collection (2009).

## Presentaciones en directo

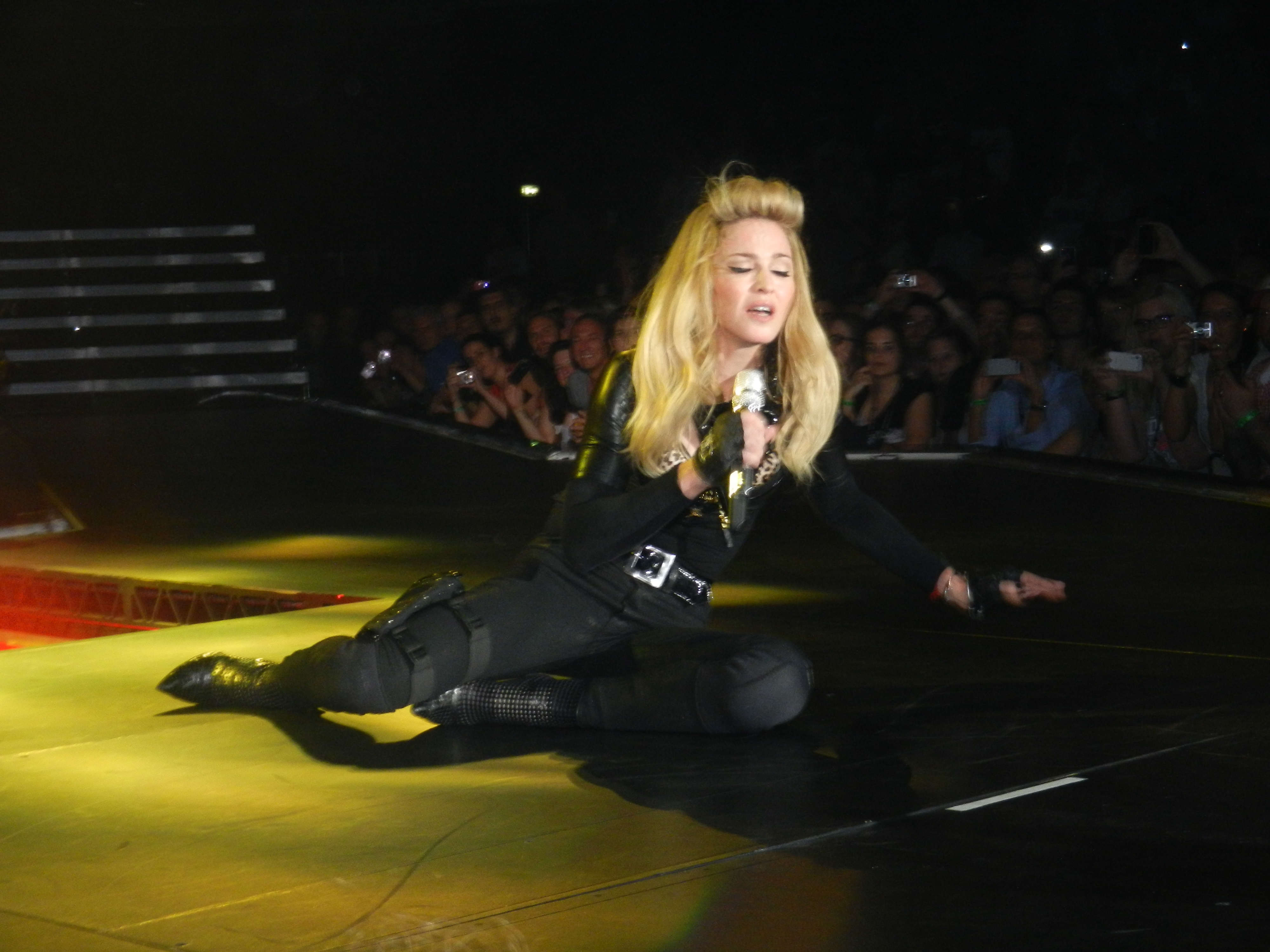
Madonna interpretando una versión corta de «Papa Don't Preach» en Berlín (Alemania) el 30 de junio de 2012, como parte de la gira The MDNA Tour

Madonna interpretó «Papa Don't Preach» en sus giras Who’s That Girl (1987), Blond Ambition (1990), Re-Invention (2004), MDNA (2012) y Madame X Tour (2019-2020). En la primera, la cantante presentó el tema ataviada con un vestido de tafetán de seda azul, diseñado por Marlene Stewart, y una chaqueta de cuero negra. Durante la actuación, las pantallas de fondo mostraban imágenes del papa Juan Pablo II y del entonces presidente de los Estados Unidos Ronald Reagan, intercaladas con escenas del cortometraje de John Perry III, The Nightmare; terminaba con la frase Safe Sex —«Sexo seguro»— apareciendo en las pantallas. En uno de los conciertos de la gira, Madonna dedicó el tema al papa, lo cual marcó su primer conflicto con la Santa Sede y Juan Pablo II instó a la comunidad italiana a boicotear sus conciertos en el país. Dos presentaciones diferentes de esta gira se incluyeron en los álbumes de vídeo Who's That Girl – Live in Japan, filmado en Tokio el 22 de junio de 1987, y Ciao Italia: Live from Italy, rodado en Turín el 4 de septiembre del mismo año.
Tres años después, en el Blond Ambition World Tour, Madonna evocó imágenes católicas durante la presentación; vistió un caftán negro y un crucifijo de neón y estaba peinada con una coleta. Durante la interpretación, la cantante, acompañada de seis bailarines, bailó por todo el escenario, que estaba adornado con columnas romanas y una plataforma completa de velas votivas. Jon Pareles del New York Times notó que la actuación se incluyó en «la parte seria del concierto —en la que finalmente logra derrotar a sus bailarines». Existen dos actuaciones diferentes de esta gira: una figura en Blond Ambition World Tour Live, grabado en Niza el 5 de agosto de 1990, y la otra en Blond Ambition: Japan Tour 90, filmado en Yokohama el 27 de abril.
Para el Re-Invention World Tour de 2004, la artista usó un kilt y una camiseta que llevaba diferentes epígrafes en distintos conciertos. Por lo general, tenía la leyenda Kabbalists Do It Better —«Los cabalistas lo hacen mejor»—, aunque en los espectáculos de Inglaterra e Irlanda usó una similar al vídeo musical de la canción, con las frases «Los británicos lo hacen mejor» y «Los irlandeses lo hacen mejor», respectivamente. John Hand de la BBC le otorgó una calificación positiva y la llamó un «esplendor sentimental». Una versión recortada de la canción fue incluida en la gira de 2012 The MDNA Tour; luciendo pantalones ajustados, cinturón y una chaqueta tipo torero de colores negros, Madonna interpretó el primer verso y estribillo de la canción mientras gateaba sobre el escenario. Después, varios bailarines vestidos como guerreros tribales y con máscaras de animales la rodeaban, amarraban y la cargaban hacia el centro del escenario al tiempo que comenzaba la melodía de la siguiente canción del repertorio, «Hung Up» (2005). Sal Cinquemani, de Slant Magazine, en su reseña al concierto en Nueva York, criticó la «dudosa» interpretación. La presentación figuró en el álbum en vivo MDNA World Tour (2013), grabado el 19 y 20 de noviembre de 2012 durante los conciertos ofrecidos en la ciudad de Miami.
El 6 de diciembre de 2016, Madonna interpretó «Papa Don't Preach» como parte del segmento «Carpool Karaoke» del programa de televisión estadounidense The Late Late Show with James Corden. Madonna cantó una versión acústica en su gira Madame X Tour (2019-2020); similar al MDNA Tour, interpretó solo el primer verso y el estribillo y cambió la línea I'm keeping my baby por I'm not keeping my baby como muestra de apoyo al derecho del aborto. En su reseña a uno de los conciertos de Chicago, Curt Baran del Illinois Entertainer dijo que «["Papa Don't Preach"] se convirtió en un himno revolucionario para el movimiento #metoo».

## Versiones de otros artistas

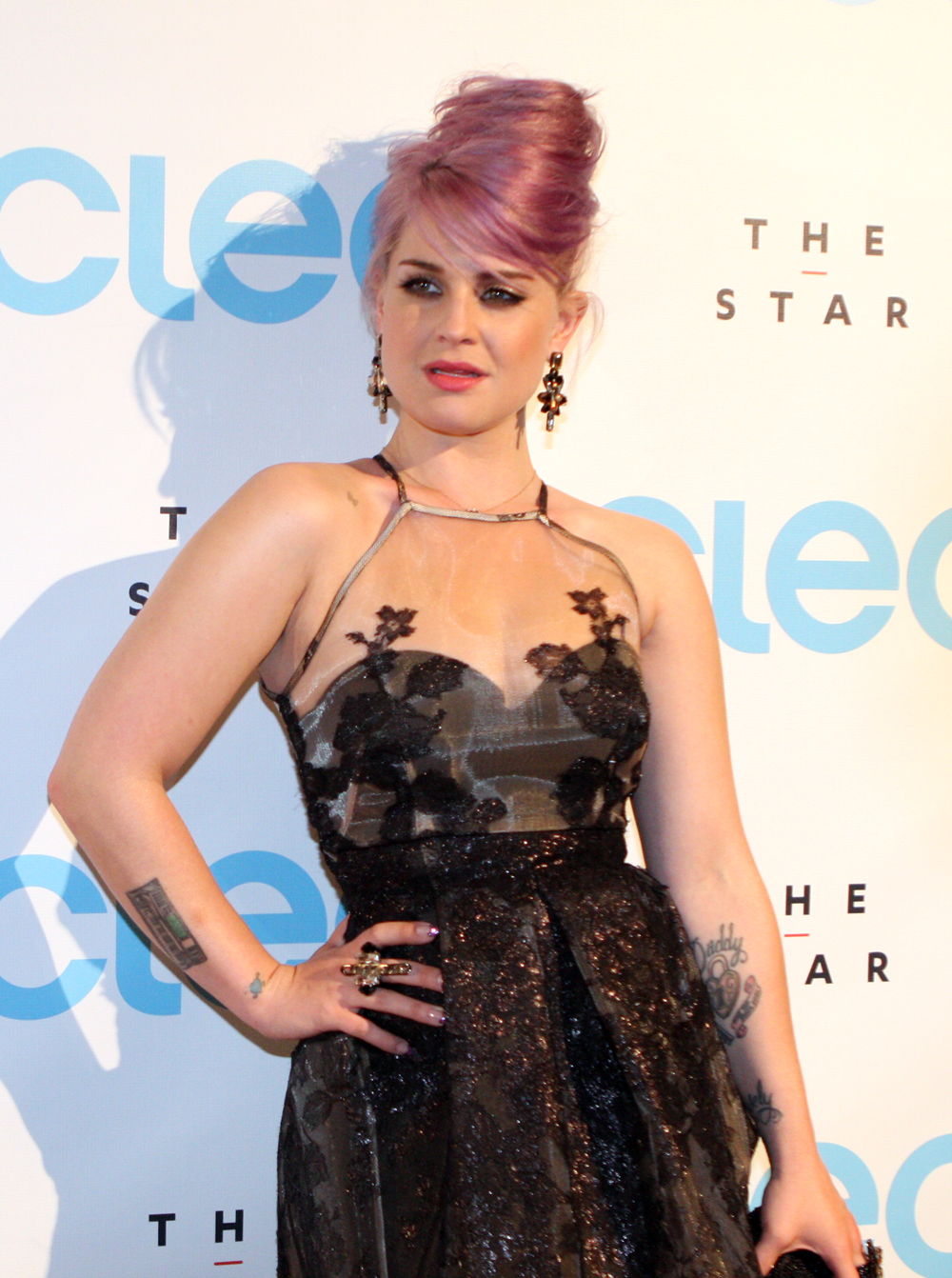
Kelly Osbourne (fotografía) interpretó una versión del tema en 2002

Tras su publicación, varios artistas realizaron una versión de «Papa Don't Preach». En 1986, «Weird Al» Yankovic incluyó la canción en uno de sus popurrís de estilo polca que llevó por título «Polka Party» para su álbum del mismo nombre. En el año 2002, la cantante Kelly Osbourne, en colaboración con Mike Einziger y José Pasillas de la banda Incubus, grabó una versión hard rock del tema que fue producida por su hermano Jack e incluida como pista adicional en su álbum debut Shut Up. Además, figuró en la banda sonora del reality show The Osbournes, de la cadena de televisión MTV. La versión logró una recepción comercial favorable, pues llegó a la tercera posición de las listas en el Reino Unido y a los veinte primeros puestos en Irlanda, Finlandia y Suecia. En Australia, alcanzó el tercer lugar y la Australian Recording Industry Association (ARIA) le otorgó un disco de platino. Sin embargo, obtuvo reseñas variadas por parte de la prensa; por ejemplo, Kelefa Sanneh del New York Times opinó que se trataba de una versión «brillante y ruidosa», mientras que Chuck Arnold, de la CNN, la llamó «divertida pero desechable». Por su parte, Rob Brunner de Entertainment Weekly criticó el auto-tune utilizado y afirmó que era «un cover completamente innecesario» que «apesta a oportunismo». Peter Robinson, de NME, expresó que la presencia de Incubus «hace que todo este desastre apenas sea distinguible». Para promocionar el sencillo, Osbourne lo interpretó en los MTV Movie Awards, que se llevaron a cabo el 6 de junio de 2002; su padre Ozzy se encargó de presentarla al público.
Ese mismo año, el trío musical Mad'House incluyó una versión club de «Papa Don't Preach» en su álbum Absolutely Mad y la banda Brooks Barros la grabó para el álbum tributo The Music of Madonna, publicado en el año 2005. Una versión jazz de la banda Bo. Da figuró en el álbum tributo Plays Madonna in Jazz, de 2007, y el cantante Mario Winans utilizó un sample para su sencillo «Never Really Was», de 2004. En 2001, la banda irlandesa Picturehouse realizó una versión acústica para la serie de álbumes tributo Even Better Than The Real Thing. Por último, en 2009, la actriz Dianna Agron, de la serie de televisión estadounidense Glee, interpretó una versión acústica de la canción como su personaje Quinn Fabray, una adolescente embarazada, en el episodio «Hairography», de la primera temporada.

## Impacto
| «Papa Don't Preach» es una canción con un mensaje que todos van a tomar del modo equivocado. Inmediatamente van a decir que estoy aconsejando a todas las chicas a salir y embarazarse. Cuando escuché la canción por primera vez creí que era tonta. Pero luego pensé, espera, esta canción es sobre una chica que está tomando una decisión en su vida. Tiene una relación muy estrecha con su padre y quiere mantenerla de esa forma. Para mí es una celebración de la vida. Dice: «Te amo, padre, y amo a este hombre y a este niño que está creciendo dentro de mí». Claro, ¿quién sabe cómo va a terminar? Pero al menos empieza bien. —Madonna hablando sobre «Papa Don't Preach» en una entrevista con Stephen Holden para The New York Times. |

A medida que la popularidad de la canción se incrementaba en los Estados Unidos, también lo hacían las críticas y muestras de apoyo que recibió por parte de grupos relacionados con el embarazo y el aborto. La abogada feminista Gloria Allred, vocera de la Organización Nacional de Mujeres, exigió que Madonna hiciera una declaración pública u otra proclamación que apoyase el punto de vista opuesto de la canción. Alfred Moran, director ejecutivo de la oficina de Planned Parenthood de Nueva York, criticó la canción al decir que socavaba los esfuerzos por promover el control de natalidad entre los adolescentes y que animaba el embarazo a una edad temprana. Moran comentó que en 1985, las clínicas de su agencia estaban repletas de jóvenes vestidas con un estilo similar al de Madonna; declaró que el mensaje era que «embarazarse es genial y quedarse con el bebé es bueno y no hay que escuchar a los padres, las escuelas, cualquiera que les diga lo contrario —no me sermonees, papá. Madonna está guiando a los adolescentes por un camino hacia la pobreza permanente». Susan Carpenter-McMillan, presidenta de Feminists for Life (FFL) en Estados Unidos, aceptó que el tema de la canción era provida y dijo que «las mujeres jóvenes fácilmente encuentran el aborto a la vuelta de la esquina. Ahora, lo que Madonna les está diciendo es: "Oye, hay una alternativa"».
Mary Elizabeth «Tipper» Gore, fundadora del comité estadounidense Parents Music Resource Center (PMRC) y quien años atrás criticó el sencillo de Madonna «Dress You Up» por percibir contenido sexual en su letra, elogió a la cantante por hablar con franqueza acerca de un tema social grave e importante. Sobre la canción, Gore comentó: «Trata un tema serio con un sentido de urgencia y sensibilidad tanto en su letra como en su interpretación. También habla sobre el hecho de que tiene que haber más apoyo y más comunicación en las familias acerca de este problema, y yo aplaudo esto». Por su parte, el compositor del tema, Brian Elliott, explicó que quiso «representar a la chica de la canción como un personaje simpático. Como padre de familia, me gustaría poder tener acceso a los problemas de mis hijos». Madonna se abstuvo de comentar sobre el uso de la canción como declaración provida. Al respecto, su publicista Liz Rosenberg expresó: «Está cantando una canción, no tomando una posición. [...] Su filosofía es que la gente es libre de pensar y hacer lo que le plazca». No obstante, Madonna donó un porcentaje de lo recaudado por el tema a programas que abogaban por la responsabilidad sexual. Guillermo Alonso, de Vanity Fair, concluyó que «los antiabortistas la amaron porque se lo tomaron como un ataque al aborto y los proabortistas la amaron porque se lo tomaron como una broma. [Madonna] aprendió que iba a tener que moverse durante toda su carrera en la línea que separa el chiste del peligro». Danny Aiello, quien interpretó al padre de la cantante en el videoclip, grabó la canción «Papa Wants the Best for You» —«Papá quiere lo mejor para ti»—. El tema, una respuesta al original, fue escrito por Artie Schroeck y habla desde el punto de vista de un padre. Según Foley, Aiello lo contactó para grabar un vídeo para el tema e incluso le pidió que participara Madonna, pero esta rechazó la propuesta.

## Lista de canciones y formatos
| 7"  |                     |          |  |
| N.º | Título              | Duración |  |
| 1.  | «Papa Don't Preach» | 4:27     |  |
| 2.  | «Ain't No Big Deal» | 4:12     |  |

| 7"  |                     |          |  |
| N.º | Título              | Duración |  |
| 1.  | «Papa Don't Preach» | 4:27     |  |
| 2.  | «Think of Me»       | 4:54     |  |

| Sencillo en vídeo internacional |                                          |          |  |
| N.º                             | Título                                   | Duración |  |
| 1.                              | «Papa Don't Preach»                      | 4:27     |  |
| 2.                              | «Papa Don't Preach» (remezcla extendida) | 5:43     |  |
| 3.                              | «Pretender»                              | 4:29     |  |
| 4.                              | «Papa Don't Preach» (vídeo)              | 5:00     |  |

| Maxisencillo de 12" |                                          |          |  |
| N.º                 | Título                                   | Duración |  |
| 1.                  | «Papa Don't Preach» (remezcla extendida) | 5:43     |  |
| 2.                  | «Pretender»                              | 4:29     |  |

| 12" |                                             |          |  |
| N.º | Título                                      | Duración |  |
| 1.  | «A1. Papa Don't Preach» (versión extendida) | 5:45     |  |
| 2.  | «B1. Ain't No Big Deal»                     | 4:12     |  |
| 3.  | «Papa Don't Preach»                         | 4:27     |  |

| Maxisencillo de 12" (1995) |                                         |          |  |
| N.º                        | Título                                  | Duración |  |
| 1.                         | «Papa Don't Preach» (versión extendida) | 5:45     |  |
| 2.                         | «Ain't No Big Deal»                     | 4:12     |  |
| 3.                         | «Papa Don't Preach»                     | 4:27     |  |

## Posicionamiento en listas
| País           | Lista (1986)               | Mejor posición |
| -------------- | -------------------------- | -------------- |
| Alemania       | GfK Entertainment Charts   | 2              |
| Austria        | Ö3 Austria Top 40          | 4              |
| Australia      | Kent Music Chart           | 1              |
| Bélgica        | Belgian VRT Top 30         | 1              |
| Bélgica        | Ultratop Flanders          | 1              |
| Canadá         | Canadian RPM Singles Chart | 1              |
| España         | PROMUSICAE                 | 4              |
| Estados Unidos | Billboard Hot 100          | 1              |
| Estados Unidos | Dance Club Songs           | 4              |
| Estados Unidos | Adult Contemporary         | 16             |
| Francia        | SNEP                       | 3              |
| Italia         | FIMI                       | 1              |
| Irlanda        | IRMA                       | 1              |
| Noruega        | VG-lista                   | 1              |
| Nueva Zelanda  | Recorded Music NZ          | 3              |
| Países Bajos   | Dutch Top 40               | 1              |
| Países Bajos   | Single Top 100             | 1              |
| Reino Unido    | UK Singles Chart           | 1              |
| Suecia         | Sverigetopplistan          | 6              |
| Suiza          | Schweizer Hitparade        | 2              |

| País           | Lista (1986)             | Posición |
| -------------- | ------------------------ | -------- |
| Australia      | Kent Music Report        | 9        |
| Austria        | Ö3 Austria Top 40        | 21       |
| Canadá         | RPM                      | 13       |
| Estados Unidos | Billboard Hot 100        | 29       |
| Estados Unidos | Dance Club Songs         | 29       |
| Europa         | European Hot 100 Singles | 1        |
| Italia         | FIMI                     | 1        |
| Países Bajos   | Single Top 100           | 13       |
| Reino Unido    | Official Charts Company  | 8        |
| Suiza          | Schweizer Hitparade      | 14       |

## Certificaciones
| País (organismo certificador)                | Certificación |
| -------------------------------------------- | ------------- |
| Australia (ARIA) (versión de Kelly Osbourne) | Platino       |
| Estados Unidos (RIAA)                        | Platino       |
| Francia (SNEP)                               | Plata         |
| Reino Unido (BPI)                            | Oro           |

## Créditos y personal
- Brian Elliot: composición.
- Madonna: letras adicionales, voz, producción.
- Stephen Bray: producción, percusión, sintetizador de bajo, batería, teclado.
- Reggie Lucas: producción en «Ain't No Big Deal».
- David Williams: guitarra rítmica.
- Bruce Gaitsch: guitarra eléctrica
- John Putnam: guitarra sajona, guitarra eléctrica.
- Fred Zarr: teclado adicional.
- Johnathan Moffett: percusión.
- Billy Meyers: arreglo de cuerdas.
- Siedah Garrett: coros.
- Edie Lehmann: coros.

Créditos adaptados de las notas del álbum True Blue.